# Prix impérial de l'Académie japonaise
Le prix impérial de l'Académie japonaise (恩賜賞・日本学士院賞) est une prestigieuse récompense décernée par l'Académie japonaise des sciences de 1911 à 1945. Le prix est remis à des non-membres, en reconnaissance de leurs thèses universitaires, de leurs ouvrages et de leurs réalisations.

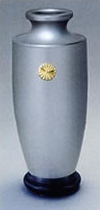
Prix impérial de l'Académie japonaise.

Dans la période d'après-guerre, l'Académie impériale est rebaptisée Académie du Japon et le nom de ce prix modifié en conséquence. Le prix de l'Académie du Japon, sensiblement similaire, est décerné après cette évolution intervenue en 1947.

## Lauréats
- 2019 — Makoto Fujita (109e)[2]
- 2018 — Takeshi Matsumura, Chikashi Toyoshima (en) (108e)[2]
- 2017 — Akira Hasegawa (ja) (107e)[2]
- 2016 — Kazutoshi Mori (en) (106e)[2]
- 2015 — Hideo Hosono[2]
- 2014 — Isamu Akasaki[2]
- 2013 — Jun Matsuura (ja), Yoshinori Tokura[2]
- 2012 — Kazuyoshi Yoshikawa (ja), Keiichi Nanba (ja)[2]
- 2011 - Akira Satake, Hideaki Miyata (101e)[2]
- 2010 - Akira Omote, Shinya Yamanaka (100e)[3]
- 2009 - Tetumi Murakami, Toru Eguchi (99e)[3]
- 2008 - Keiji Morokuma (98e)[3]
- 2007 - Senzo Hidemura, Shizuo Akira (en) (97e)[3]
- 2006 - Shuh Narumiya (96e)[3]
- 2005 - Kazuya Kato (95e)[3]
- 2004 - Chikahi Suma, Takeshi Yasumoto (94e)[3]
- 2003 - Mitsuhiro Yanagida (93e)[3]
- 2002 - Takahiro Fujimoto (ja), Sumio Iijima (92e)[3]
- 2001 - Fumio Hayashi, Makoto Asashima (91e)[3]
- 2000 - Tsugitaka Sato, Shigekazu Nagata (90e)[4]
- 1999 - Susumu Fuma, Yoshito Kishi (89e)[4]
- 1998 - Toshio Yanagida (88e)[4]
- 1997 - Shigetada Nakanishi (87e)[4]
- 1996 - Tasuku Honjo (86e)[4]
- 1995 - Toru Mineya, Yoshio Fukao (85e)[4]
- 1994 - Makoto Kumada, Hideki Sakurai (84e)[4]
- 1993 - Issei Tanaka, Yasuo Tanaka (83e)[4]
- 1992 - Chushichi Tsuzuki, Tadamitsu Kishimoto (82e)[4]
- 1991 - Yoshinori Kobayashi (ja), Akira Tonomura (81e)[4]
- 1990 - Koji Nakanishi (80e)[5]
- 1989 - Tomi Saeki, Yorio Hinuma (79e)[5]
- 1988 - Susumu Nishimura (78e)[5]
- 1987 - Toshio Fukuyama, Toshimitsu Yamazaki (77e)[5]
- 1986 - Masao Ito (76e)[5]
- 1985 - Ryo Sato (75e)[5]
- 1984 - Seizen Nakasone, Gakuzo Tamura (74e)[5]
- 1983 - Teruaki Mukaiyama (73e)[5]
- 1982 - Kokiti Hara, Shizuo Kakutani (72e)[5]
- 1981 - Yasuiti Nagano (71e)[5]
- 1980 - Yoshio Okada (70e)[6]
- 1979 - Yoshihide Kozai (69e)[6]
- 1978 - Kiyoshi Itō (68e)[6]
- 1977 - Shinji Takahashi (67e)[6]
- 1976 - Takashi Sugimura (66e)[6]
- 1975 - Jikido Takasaki, Minoru Oda (65e)[6]
- 1974 - Tsugio Mikami, Kimishige Ishizaka (64e)[6]
- 1973 - Takuichi Takeshima, Jun Kondo (63e)[6]
- 1972 - Tadashi Matsushita, Setsuro Ebashi (62e)[6]
- 1971 - Mataji Miyamoto, Chushiro Hayashi (61e)[6]
- 1970 - Hidetaka Nakamura, Seizo Okamura (60e)[7]
- 1969 - Ryogo Kubo (59e)[7]
- 1968 - Tatsuo Nishida (58e)[7]
- 1967 - Kōsaku Yosida (57e)[7]
- 1966 - Egaku Mayeda (56e)[7]
- 1965 - Noriyuki Kojima (55e)[7]
- 1964 - Kiyoshi Mutō (54e)[7]
- 1963 - Takeo Nagamiya (53e)[7]
- 1962 - Tomoichi Sasabuchi (52e)[7]
- 1961 - Shigeo Okinaka (51e)[7]
- 1960 - Osamu Takata, Takuji Ito, Kazuo Yamasaki, Aki Uyeno, Taka Yanagisawa, Tsugio Miya (50e)[8]
- 1959 - Isao Imai (physicien) (49e)[8]
- 1958 - Ryozo Niizeki (48e)[8]
- 1957 - Hajime Nakamura (47e)[8]
- 1956 - Masuzo Shikata, Isamu Tachi (46e)[8]
- 1955 - Yoshio Fujita (45e)[8]
- 1954 - Jitsuzo Tamura, Yukio Kobayashi (44e)[8]
- 1953 - Tomizo Yoshida (43e)[8]
- 1952 - Seiichi Mizuno, Toshio Nagahiro (42e)[8]
- 1951 - Yoshiyuki Toyama (41e)[8]
- 1950 - Shōichi Sakata (40e)[9]
- 1949 - Kakuji Goto (39e)[9]
- 1948 - Saburo Ienaga (38e)[9]
- 1947 - Takeo Matsumura (37e)[9]
- 1946 - Hakaru Masumoto (36e)[9]
- 1945 - Tokushichi Mishima, Kyôji Funada, Takahiro Okuno (35e)[9]
- 1944 - Tomosaburo Ogata (34e)[9]
- 1943 - Junpei Shinobu, Tanemoto Furuhata, Hitoshi Kihara (33e)[9]
- 1942 - Enku Uno (32e)[9]
- 1941 - Eiichi Matsumoto, Kinjiro Okabe, Yas Kuno (31e)[9]
- 1940 -  Asaji Nose, Hideki Yukawa, Juro Horiuti (30e)[10]
- 1939 - Ken Ishikawa, Ken Kure (29e)[10]
- 1938 - San-ichiro Mizushima (28e)[10]
- 1937 - Shinkichi Horiba, Yasujiro Niwa (27e)[10]
- 1936 - Hisayosi Ogawa, Takaoki Sasaki, Tomizo Yoshida (26e)[10]
- 1935 - Shimpei Ogura, Shinsho Hanayama (25e)[10]
- 1934 - Noboru Niida, Seitaro Tsuboi (24e)[10]
- 1933 - Ziro Tuzi, Bunsuke Suzuki (23e)[10]
- 1932 - Kyōsuke Kindaichi, Kiyoo Wadachi (22e)[10]
- 1931 - Katsutada Sezawa (21e)[10]
- 1930 - Buntaro Adachi (20e)[11]
- 1929 - Toshi Shida (19e)[11]
- 1928 - Masao Kanbe, Sōichi Kakeya (18e)[11]
- 1927 - Shigeru Kato, Yuji Shibata (17e)[11]
- 1926 - Yorisuke Numata, Yoshiaki Ozawa (16e)[11]
- 1925 - Keiki Yabuki, Nagaho Mononobe (15e)[11]
- 1924 - Kuniji Yashiro, Takaoki Sasaki (14e)[11]
- 1923 - Iichiro Tokutomi, Shigematsu Kakimura, Yasuhiko Aasahina, Suekichi Kinoshita (13e)[11]
- 1922 - Toshio Takamine, Usaburo Yishida (12e)[11]
- 1921 - Zennosuke Tsuji, Gennosuke Fuse 11e)[11]
- 1920 - Kaneyuki Miura, Mitsumaru Tsujimoto (10e)[12]
- 1919 - Jun Ishihara (9e)[12]
- 1918 - Hidematsu Wada, Taiken Kimura, Keita Shibata (8e)[12]
- 1917 - Torahiko Terada, Nobutsuna Sasaki (7e)[12]
- 1916 - Toru Oya, Taisuke Hayashi, Ryokichi Inada, Yasushi Ido (6e)[12]
- 1915 - Hideyo Noguchi (5e)[13]
- 1914 - Sunao Tawara (4e)[12]
- 1913 - Ryosuke Muraoka, Kumakatsu Kosaka (3e)[12]
- 1912 - Nagao Ariga, Yu Fujikawa, Hirase Sakugorō, Seiichiro Ikeno (2e)[12]
- 1911 - Hisashi Kimura (1er)[12]

## Référence
- Kita, Atsushi. (2005). Dr. Noguchi's Journey: A Life of Medical Search and Discovery (tr., Peter Durfee). Tokyo: Kōdansha.   (ISBN 4-7700-2355-3 et 978-4-7700-2355-1).